# Milne (Mondkrater)
Milne ist ein großer Einschlagkrater auf der südlichen Hemisphere der Mondrückseite und wurde nach dem britischen Mathematiker und Astrophysiker Edward Arthur Milne benannt. Er liegt nordöstlich vom Mare Australe und südöstlich vom Lacus Solitudinis
Der Krater wurde durch viele Einschläge stark erodiert und umgeformt, wobei eine niedrige, unregelmäßige Gratlinie um den größten Teil des ursprünglichen Kraterrandes zurückblieb. Der südliche Teil des Walls wurde durch Einschläge zerstört, sodass dieses Gebiet jetzt von den Kratern Milne M und Milne N überlagert wird. Milne N hat ein Strahlensystem und wird in die kopernikanische Periode eingeordnet.
Obwohl der Innenboden flach ist, wurde er durch viele Einschläge beschädigt. Der bekannteste davon ist der Satellitenkrater Milne K, der sich südlich des Mittelpunkts befindet. Über dem südlichen Rand von K befindet sich der kleinere Milne L. Im nordöstlichen Teil des Bodens befindet sich eine ungewöhnlich enge Formation von 10–12 kleinen Kratern, die fast einer Weintraube ähnelt.
Der Kraterboden ist im nordwestlichen Teil etwas unregelmäßig, wo der markante Krater Scaliger in den äußeren Rand eindringt. Andere nahe gelegene Krater sind Alden im Norden, Parkhurst im Westen, Schaeberle im Nordosten und Bjerknes im Süden.
| Buchstabe | Position          | Durchmesser | Link |
| --------- | ----------------- | ----------- | ---- |
| K         | 32,5° S, 113,1° O | 65 km       |      |
| L         | 33,7° S, 112,7° O | 26 km       |      |
| M         | 35,7° S, 112,1° O | 54 km       |      |
| N         | 35,5° S, 110,8° O | 37 km       |      |
| P         | 37,1° S, 107,7° O | 95 km       |      |
| Q         | 34,4° S, 107,3° O | 75 km       |      |

Der Krater wurde 1970 von der IAU nach dem britischen Astrophysiker Edward Arthur Milne offiziell benannt.